# フローレンス・ロバーツ (1871年生の女優)

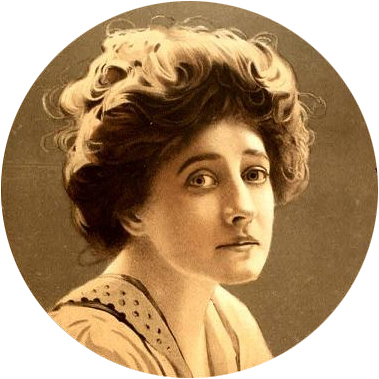
Florence-Roberts-1906

フローレンス・ロバーツ（Florence Roberts, 1871年2月14日 - 1927年7月17日）は、アメリカ合衆国の舞台女優。ニューヨーク州ニューヨークで生まれる。
カリフォルニア州ロサンゼルスで亡くなる。
従兄にセオドア・ロバーツがいる。